# Magyarabok
A magyarabok vagy magyarábok Núbiában, a mai Egyiptom és Szudán határán élő, magát magyarnak valló népcsoport. Nevük magyar-núbiai szóösszetétel, jelentése „magyar törzs” (a magyar+arab összetételre való visszavezetés téves). Mohammed Haszán Oszmán, a Magyarabok Szövetségének szóvivője szerint 50-60 ezren vannak; Fodor István orientalista ezzel szemben csupán 10-12 ezerre tette lélekszámukat.

## Lakóhelyük
A núbiai anyanyelvű magyarabok Núbia egyiptomi részében eredetileg Anéba, Tuska, Gatta és Ibrim településeken éltek; 1964-ben, az Asszuáni-gát megépítése után ezek a falvak víz alá kerültek. Az egyiptomi kormány Kom Ombo közelébe telepítette át őket, ahol azonos néven újraépítette a falvakat. Núbián kívül Kairóban, Alexandriában és Manszúrában vannak diaszpóráik.
Szudánban jelentős közösségük élt a Nílus-parti Vádi-Halfa városában, és a parttal szemközti Magyarárti-szigeten. Az elárasztás után az etióp határ közelében levő Hasm el-Kirbá faluba telepítették át őket. Élnek még magyarábok Kartúmban, Atbarában és Port Szudánban is.
Egy másik, arab anyanyelvű csoport él Asszuánban; az ő lakhelyüket nem veszélyeztette a gát megépítése.

## Származásuk
A magyarabok mondái szerint őseik 1517-ben érkeztek Egyiptomba I. Szelim oszmán szultán hódító hadseregével, majd a hadjárat után részt vettek az Alexandriában hátrahagyott katonák zendülésében. Ezután egy Ibrahim el-Magyar, azaz Ábrahám, a Magyar (más változatban Haszan el-Magyar) nevű tiszt vezetésével Vádi Halfába menekültek.
A történetet alátámasztja Pécsváradi Gábor ferences szerzetes Bánffy János királyi főpohárnokmesternek írt levele, amelyben beszámol arról, hogy 1516-ban személyesen is beszélt a Jeruzsálemen átvonuló török hadseregben szolgáló magyarokkal.
Az asszuáni magyaraboknak külön eredetmondái vannak: eszerint Mária Terézia idején érkeztek, és ellentétben a többi, keresztényként érkező magyarabbal, kezdettől fogva iszlám vallásúak voltak. Elődeik valószínűleg a török hódoltság idején iszlám hitre áttért magyarok, akiket Mária Terézia a hitük miatt kiutasított az országból.
A mai legújabb kutatások a mondáktól eltérően új álláspontot alakítottak ki a magyarabok származását illetően, mely szerint nem pusztán csak magyarokból álltak a magyarabok ősei, hanem délszlávokból is. Szelim Egyiptomba vonulásakor valóban voltak magyarok a seregében, pontosabban elrabolt magyar gyerekekből nevelt janicsárok. Szelim néhány hadtestet Núbiába vezényelt, hogy biztosítsák az ottani területet, illetve megvédjék a marhacsordákat és a karavánutakat az arab útonállóktól. Ezen hadtestek magyar és bosnyák janicsárokból álltak, akik nem is tértek vissza az Oszmán Birodalomba, hanem megtelepedtek a vidéken és keveredni kezdtek a helyiekkel.

## Kapcsolatuk a külvilággal
Almásy László az 1920–1930-as években több autós és repülőgépes expedíciót vezetett Egyiptomba, Szudánba és Líbiába, ennek során Núbiában, Vádi Halfában találkozott az ott élő magyarab törzs képviselőivel. Tervezték egy hosszabb ideig ott tartózkodó küldöttség menesztését Magyarországra, erre azonban a második világháború kitörése, az utána következő politikai helyzet és az Asszuáni-gát építése miatt nem került sor.
Fodor István orientalista több látogatás után 1993-ban tudományos expedíciót vezetett a magyarabok földjére; az 1998-ra tervezett második, nagyobb szabású expedícióra szponzorok hiányában nem került sor. A tervezett expedíció résztvevői a következő kutatók lettek volna: Fodor István keletkutató és arabista, Sárkány Mihály néprajzkutató, Borsos Balázs néprajzkutató és egyben filmes, Béres Judit és Métneki Júlia humángenetikus, Szombathy Zoltán arabista és Koltay Erika néprajzos, biológus Vujity Tvrtko egy epizódot készített velük a Pokoli történetek sorozatába. A Magyar Iszlám Közösség 2006-ban több tízmilliós nagyságrendben küldött a Wadi Halfa-i kórházba műszereket, orvosi eszközöket. A szudáni magyarab egyesület elnökével a MIK-nek kifejezetten jó a kapcsolata, 2006-ban Magyarországon jártak, látogatáson. A MIK-kel közösen parlamenti látogatáson is részt vettek.
A Magyarok Világszövetsége 1992-ben felvette őket tagjai közé.

## Közmondások a magyarabokról
Fodor István számos, a magyarabokról szóló közmondást gyűjtött. Ezek közül néhány (fonetikus átírásban):
| Ál-Mágyárí lá jiszálli fíl-meszgyid. | A magyar nem imádkozik mecsetben.          |
| Rá'sz el-mágyár zejj el-hágyár.      | A magyar feje kemény, mint a kő.           |
| El-mágyárí jilbisz burnétá.          | A magyar kalapot visel (azaz nem turbánt). |

## A madzsarikról szóló álhír
2007. május elején az Index leközölte Varga Gábor, az állítólagos Africa Research Institute munkatársának véleményét, miszerint a Kongói Demokratikus Köztársaságban él egy magyar törzs, amely a magyarabokból szakadt ki. A hír gyorsan elterjedt a magyar médiában. A felfedezők egy nappal később elismerték, hogy a hír egy médiahack része volt. Lásd még: Hoax.